# Sharazan
Sharazan ist ein Song des italienischen Popduos Al Bano & Romina Power, der im Jahr 1981 als Single erschien. Der Song, der zu ihren bekanntesten zählt, war ihr erster internationaler Charterfolg und erreichte die Spitzenposition der Charts in der Schweiz.

## Entstehung und Inhalt
Der Song wurde von Al Bano Carrisi und Romina Power mit Ciro und Stefano Dammico geschrieben und von Dario Farina gemeinsam mit Gian Piero Reverberi produziert. Ciro und Stefano Dammico waren Sänger und Keyboarder des Daniel Sentacruz Ensembles, Ciro Dammico ist auch Autor von Soleado, in Deutschland auch bekannt als Tränen lügen nicht in der Version von Michael Holm. Im Songtext verkörpert Sharazan eine Art Traumland und Paradies, das einem „immer Glück“ verspricht. Es handelt sich um eine langsame, mit Synthesizer-Streichern gespielte Pop-Ballade mit einer prägnanten Refrainmelodie.

## Veröffentlichung und Rezeption
Die Single erschien Ende 1981 bei Libra sowie bei Baby Records (006-64 579). Auf der B-Seite befindet sich der Song Prima notte d’amore. Sharazan kam im Jahr 1981 auf Platz zwei der italienischen Charts. Der Song erschien auch auf zahlreichen Kompilationsalben. Im deutschsprachigen Raum erreichte die Single hohe Chartpositionen, Platz sieben in Deutschland und Platz eins in der Schweiz, zudem Platz 15 in den Niederlanden und Platz 14 im flämischen Teil Belgiens.
Am 4. Januar 1982 sangen Al Bano & Romina Power Sharazan bei disco im ZDF. Bei YouTube erreichte ein Auftritt des Duos im deutschen WWF Club über 38 Millionen Abrufe (Stand 2024).

## Coverversionen
In den deutschsprachigen Ländern wurde zudem die Coverversion des niederländischen Sängers Marco Bakker bekannt, die in Deutschland Platz 65 erreichte und drei Wochen in den Charts platziert war. Der deutsche Text stammt von Michael Kunze. Sie erschien im Dezember 1981. Bakker trat mit dem Song am 7. Dezember 1981 in der ZDF-Hitparade auf, konnte sich jedoch nicht unter den Top drei platzieren. Weitere Versionen stammen unter anderem von:
- Bernhard Brink & Iris McCollins (Scharazan, kleine Insel der Gefühle, 1997)
- Zacar
- Schatteman & Couvreur
- Joe Harris & Chrissy